# Limoges (quận)
Quận Limoges là một quận của Pháp, nằm ở tỉnh Haute-Vienne, ở vùng Nouvelle-Aquitaine. Quận này có 28 tổng và 108 xã.

## Các đơn vị hành chính

### Các tổng
Các tổng của quận Limoges là: 
1. Aixe-sur-Vienne
2. Ambazac
3. Châlus
4. Châteauneuf-la-Forêt
5. Eymoutiers
6. Laurière
7. Limoges-Beaupuy
8. Limoges-Carnot
9. Limoges-Centre
10. Limoges-Cité
11. Limoges-Condat
12. Limoges-Corgnac
13. Limoges-Couzeix
14. Limoges-Émailleurs
15. Limoges-Grand-Treuil
16. Limoges-Isle
17. Limoges-La Bastide
18. Limoges-Landouge
19. Limoges-Le Palais
20. Limoges-Panazol
21. Limoges-Puy-las-Rodas
22. Limoges-Vigenal
23. Nexon
24. Nieul
25. Pierre-Buffière
26. Saint-Germain-les-Belles
27. Saint-Léonard-de-Noblat
28. Saint-Yrieix-la-Perche

### Các xã
Các xã của quận Limoges, và mã INSEE là: 
| 1. Aixe-sur-Vienne (87001)             | 2. Ambazac (87002)                  | 3. Augne (87004)                     | 4. Aureil (87005)                     |
| 5. Beaumont-du-Lac (87009)             | 6. Bersac-sur-Rivalier (87013)      | 7. Beynac (87015)                    | 8. Boisseuil (87019)                  |
| 9. Bonnac-la-Côte (87020)              | 10. Bosmie-l'Aiguille (87021)       | 11. Bujaleuf (87024)                 | 12. Burgnac (87025)                   |
| 13. Bussière-Galant (87027)            | 14. Champnétery (87035)             | 15. Chaptelat (87038)                | 16. Cheissoux (87043)                 |
| 17. Châlus (87032)                     | 18. Château-Chervix (87039)         | 19. Châteauneuf-la-Forêt (87040)     | 20. Condat-sur-Vienne (87048)         |
| 21. Coussac-Bonneval (87049)           | 22. Couzeix (87050)                 | 23. Domps (87058)                    | 24. Eybouleuf (87062)                 |
| 25. Eyjeaux (87063)                    | 26. Eymoutiers (87064)              | 27. Feytiat (87065)                  | 28. Flavignac (87066)                 |
| 29. Glandon (87071)                    | 30. Glanges (87072)                 | 31. Isle (87075)                     | 32. Jabreilles-les-Bordes (87076)     |
| 33. Janailhac (87077)                  | 34. Jourgnac (87081)                | 35. La Croisille-sur-Briance (87051) | 36. La Geneytouse (87070)             |
| 37. La Jonchère-Saint-Maurice (87079)  | 38. La Meyze (87096)                | 39. La Porcherie (87120)             | 40. La Roche-l'Abeille (87127)        |
| 41. Ladignac-le-Long (87082)           | 42. Laurière (87083)                | 43. Lavignac (87084)                 | 44. Le Chalard (87031)                |
| 45. Le Châtenet-en-Dognon (87042)      | 46. Le Palais-sur-Vienne (87113)    | 47. Le Vigen (87205)                 | 48. Les Billanges (87016)             |
| 49. Les Cars (87029)                   | 50. Limoges (87085)                 | 51. Linards (87086)                  | 52. Magnac-Bourg (87088)              |
| 53. Masléon (87093)                    | 54. Meilhac (87094)                 | 55. Meuzac (87095)                   | 56. Moissannes (87099)                |
| 57. Nedde (87104)                      | 58. Neuvic-Entier (87105)           | 59. Nexon (87106)                    | 60. Nieul (87107)                     |
| 61. Pageas (87112)                     | 62. Panazol (87114)                 | 63. Peyrat-le-Château (87117)        | 64. Peyrilhac (87118)                 |
| 65. Pierre-Buffière (87119)            | 66. Rempnat (87123)                 | 67. Rilhac-Lastours (87124)          | 68. Rilhac-Rancon (87125)             |
| 69. Royères (87129)                    | 70. Roziers-Saint-Georges (87130)   | 71. Saint-Amand-le-Petit (87132)     | 72. Saint-Bonnet-Briance (87138)      |
| 73. Saint-Denis-des-Murs (87142)       | 74. Saint-Gence (87143)             | 75. Saint-Genest-sur-Roselle (87144) | 76. Saint-Germain-les-Belles (87146)  |
| 77. Saint-Gilles-les-Forêts (87147)    | 78. Saint-Hilaire-Bonneval (87148)  | 79. Saint-Hilaire-les-Places (87150) | 80. Saint-Jean-Ligoure (87151)        |
| 81. Saint-Jouvent (87152)              | 82. Saint-Julien-le-Petit (87153)   | 83. Saint-Just-le-Martel (87156)     | 84. Saint-Laurent-les-Églises (87157) |
| 85. Saint-Léger-la-Montagne (87159)    | 86. Saint-Léonard-de-Noblat (87161) | 87. Saint-Martin-Terressus (87167)   | 88. Saint-Martin-le-Vieux (87166)     |
| 89. Saint-Maurice-les-Brousses (87169) | 90. Saint-Méard (87170)             | 91. Saint-Paul (87174)               | 92. Saint-Priest-Ligoure (87176)      |
| 93. Saint-Priest-Taurion (87178)       | 94. Saint-Priest-sous-Aixe (87177)  | 95. Saint-Sulpice-Laurière (87181)   | 96. Saint-Sylvestre (87183)           |
| 97. Saint-Vitte-sur-Briance (87186)    | 98. Saint-Yrieix-la-Perche (87187)  | 99. Saint-Yrieix-sous-Aixe (87188)   | 100. Sainte-Anne-Saint-Priest (87134) |
| 101. Sauviat-sur-Vige (87190)          | 102. Solignac (87192)               | 103. Surdoux (87193)                 | 104. Sussac (87194)                   |
| 105. Séreilhac (87191)                 | 106. Verneuil-sur-Vienne (87201)    | 107. Veyrac (87202)                  | 108. Vicq-sur-Breuilh (87203)         |